# Jocuri și jocuri
Jocuri și jocuri este un film românesc din 1980 regizat de Laurențiu Sîrbu.